# Ernst Iselin Clauß

Begründer und verstorbene Inhaber der Baumwollspinnerei E.I. Clauß Nachf.: Kgl. Sächs. Commerzienrat Seeber (links), Ernst Otto Clauß (Mitte), Ernst Iselin Clauß (rechts)

Ernst Iselin Clauß, auch Ernst Iselie  Clauß (* 9. Januar 1793 in Leipzig; † 26. Dezember 1864), war ein sächsischer Unternehmer. Als Textilfabrikant war er einer der größten Arbeitgeber im nördlichen Erzgebirge.

## Leben und Wirken
Er wurde in der Messestadt Leipzig als Sohn des königlich-preußischen Kommerzienrates Johann Christian Clauß geboren. Nach dem Schulbesuch trat er 1806 in die Firma Pflugbeil & Co. in Chemnitz ein und absolvierte eine kaufmännische Ausbildung zum Weber und Kattundrucker. Der Fabrikbesitzer, der königlich-sächsische Kommerzienrat Seeber, wurde sein Schwager. In der Chemnitzer Firma arbeitete auch sein älterer Bruder Peter Otto Clauß (1787–1872), mit dem er gemeinsam im Jahre 1815 diese Firma übernahm, aus der die Baumwollspinnerei E.I. Clauß in Plaue bei Flöha hervorging. 1828 wurde er deren Alleinbesitzer und erwarb 1842 zusätzlich eine mechanische Weberei. Späterer Mitinhaber war bis 1882 Ernst Otto Clauß’ Schwager Louis Uhle, der seit 1862 mit Auguste geborene Clauß verheiratet war. Nachdem Ernst Iselin Clauß am zweiten Weihnachtsfeiertag 1864 gestorben war, ging die Firma an seinen Sohn Ernst Otto Clauß über.
1850 war Ernst Iselin Clauß einer der Mitgründer des Konstitutionellen Wahlvereins.

## Ehrungen

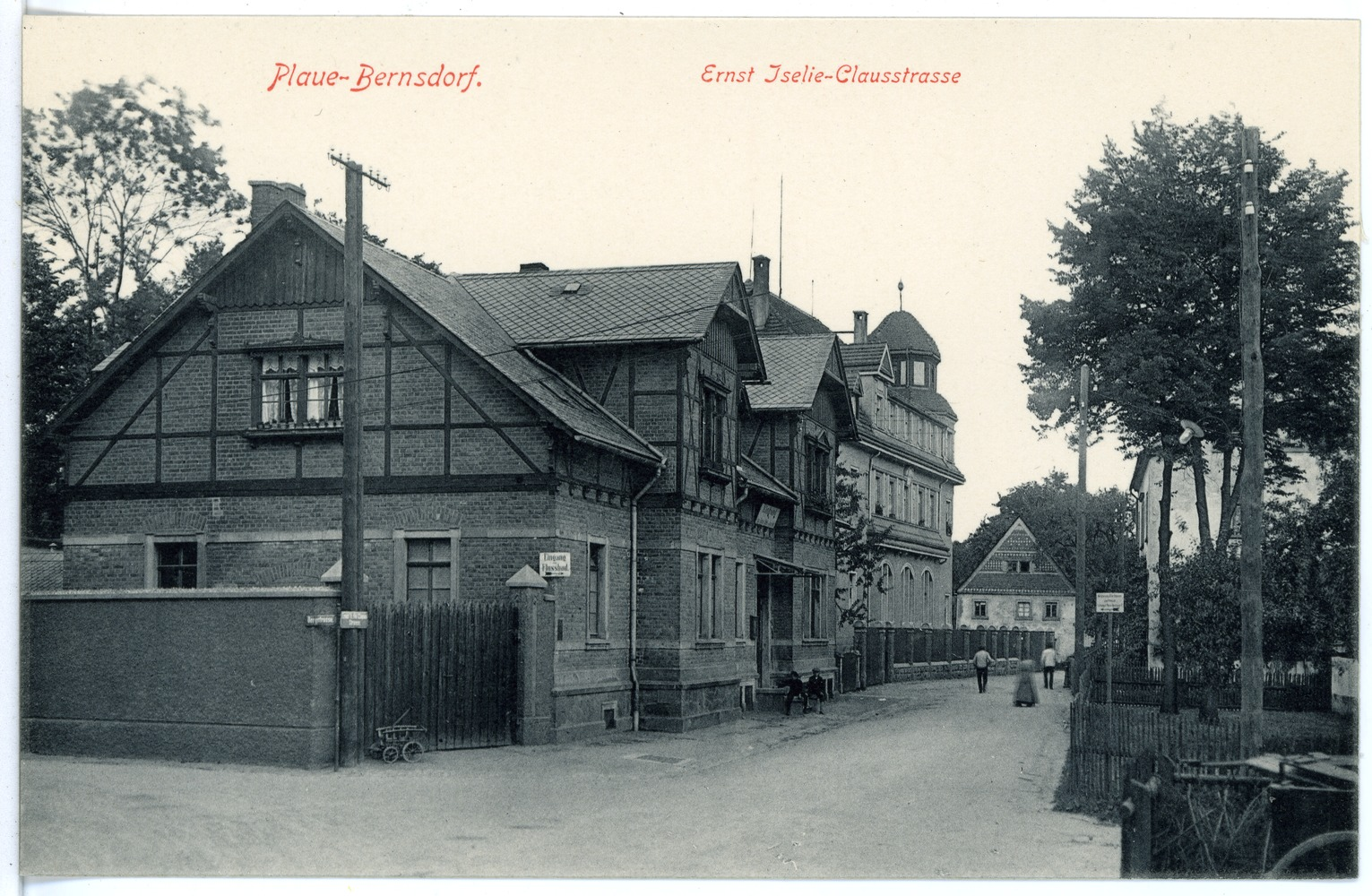
Ernst Iselie Clausstraße, 1913

In Plaue-Bernsdorf wurde eine Straße nach Ernst Iselin Clauß benannt.